# Hypnogyra
Hypnogyra är ett släkte av skalbaggar som beskrevs av Thomas Casey 1906. Hypnogyra ingår i familjen kortvingar.
Släktet innehåller bara arten Hypnogyra angularis.